# Río Pequeño Zab
El río Pequeño Zab o Zab inferior (en árabe: الزاب الاسفل‎: al-Zāb al-Asfal; en persa: زاب کوچک‎: Zâb-e Kuchak; en kurdo: Zēʾi Koyaen siríaco: ܙܒܐ ܬܚܬܝܐ: Zāba Taḥtāya es un río que nace en noroeste de Irán y fluye hacia el sureste durante 402 km, adentrándose en Irak hasta desembocar en el río Tigris, al norte de la ciudad de Baiji. En su curso se encuentra la presa de Dukan. Junto con el río Gran Zab, son los mayores afluentes del Tigris.
El territorio situado entre el Gran Zab y el Pequeño Zab fue la cuna de la civilización asiria.

## Idu
Los arqueólogos han descubierto una ciudad antigua denominada Idu, escondida bajo un montículo, en un valle en el banco norte del Bajo Río Zab. Las inscripciones cuneiformes y las obras de arte revelan los palacios que florecieron en la ciudad a lo largo de su historia hace miles de años. Los restos de la ciudad son parte de un montículo creado por la ocupación humana (un tell), que se levanta 10 metros sobre la planicie que la rodea. Los restos más antiguos datan del Neolítico y la ciudad moderna de Satu Qala se extiende hoy en día sobre ella. La ciudad prosperó entre hace 3300 y 2900 años. Al comienzo de este periodo, la ciudad estaba bajo el control del Imperio asirio y fue utilizada para administrar el territorio contiguo. Posteriormente, el imperio decayó y la ciudad ganó su independencia y se convirtió en el centro de un reino que duró unos 140 años, hasta que los asirios la reconquistaron.